# 亚历山大·瓦西里耶维奇·乌多维琴科
亚历山大·瓦西里耶维奇·乌多维琴科（烏克蘭語：Олександр Васильович Удовіченко；1957年8月18日—）是乌克兰政治人物，曾于2003年至2005年以及2010年至2014年两度担任波尔塔瓦州州长。